# The Seekers (comic strip)
The Seekers (« Les rechercheurs ») est une bande dessinée d'aventure britannique créée par le dessinateur John M. Burns (en) et le scénariste Les Lilley (suivi par d'autres ensuite). Il a été diffusé dans la presse sous forme de comic strip par Associated Newspapers (en) du 2 mai 1966 au 10 mai 1971, quand il fut arrêté faute d'un succès suffisant. Il a été publié en Italie (I Segugi), Suède (Spårhundarna), Danemark et Norvège (Sporhundene).
The Seekers est une agence spécialisée dans les personnes disparues dirigée d'une main de fer par l'intelligente Una Frost. La série est centrée sur deux de ses meilleurs agents, les jeunes et séduisants Susanne Dove et Jacob Benedick. Ceux-ci utilisent régulièrement leur charmes pour démanteler des réseaux de prostitution et permettre ainsi l'arrestation de criminels sexuels. Burns profitait de ces histoires pour jouer en permanence avec les limites de la censure britannique.